# Ołeksij Żytnyk
Ołeksij Mykołajowycz Żytnyk,  ukr. Олексій Миколайович Житник, ros. Алексей Николаевич Житник – Aleksiej Nikołajewicz Żytnik; ur. 10 października 1972 w Kijowie) – rosyjski hokeista pochodzenia ukraińskiego. Reprezentant ZSRR, WNP i Rosji, dwukrotny olimpijczyk. Działacz hokejowy.

## Kariera klubowa
- Sokił Kijów (1989–1991)
- CSKA Moskwa (1991–1992)
- Los Angeles Kings (1992–1995)
- Buffalo Sabres (1995–2004)
- Ak Bars Kazań (2004–2005)
- New York Islanders (2005–2006)
- Philadelphia Flyers (2006–2007)
- Atlanta Thrashers (2007–2008)
- Dinamo Moskwa (2008–2010)
- HK Kijów (2022–)

Przed sezonem 2022/2023 anonsowano jego angaż do drużyny HK Kijów.

## Kariera reprezentacyjna
W wieku juniorskim grał w kadrach ZSRR na turniejach mistrzostw Europy juniorów do lat 18 edycji 1990 oraz mistrzostw świata juniorów do lat 20 edycji 1992, 1992. W barwach seniorskiej kadry ZSRR zagrał na turnieju Canada Cup edycji 1992. Tuż po tym w barwach Wspólnoty Niepodległych Państw zagrał w turnieju zimowych igrzysk olimpijskich 1992, po czym został reprezentantem Rosji, w barwach której wystąpił w turniejach mistrzostw świata edycji 1992, 1994, 1996, 2000, Pucharu Świata 1996 oraz na igrzyskach w 1998.

## Inna działalność
W 2020 został prezydentem reaktywowanej drużyny Sokił Kijów.

## Sukcesy
Reprezentacyjne
- Srebrny medal mistrzostw Europy juniorów do lat 18: 1990 z ZSRR
- Srebrny medal mistrzostw świata juniorów do lat 20: 1991 z ZSRR
- Złoty medal mistrzostw świata juniorów do lat 20: 1992 z WNP
- Złoty medal zimowych igrzysk olimpijskich: 1992 z WNP
- Srebrny medal zimowych igrzysk olimpijskich: 1998

Klubowe
- Srebrny medal mistrzostw mistrzostw ZSRR: 1992 z CSKA Moskwa
- Mistrz konferencji: 1993 z Los Angeles Kings, 1999 z Buffalo Sabres
- Clarence S. Campbell Bowl: 1993 z Los Angeles Kings
- Mistrz dywizji: 1997 z Buffalo Sabres
- Prince of Wales Trophy: 1999 z Buffalo Sabres
- Finał NHL o Puchar Stanleya: 1993 z Los Angeles Kings, 1999 z Buffalo Sabres
- Srebrny medal mistrzostw Rosji: 2009 z Dinamem Moskwa

Indywidualne
- Mistrzostwa świata 1996:
  - Skład gwiazd turnieju
  - Najlepszy obrońca turnieju
- NHL (1998/1999):
  - NHL All-Star Game
- NHL (2001/2002):
  - NHL All-Star Game
  - Pierwsze miejsce w klasyfikacji kanadyjskiej w fazie play-off wśród obrońców: 15 punktów
- KHL (2008/2009):
  - Mecz Gwiazd KHL
- Puchar Spenglera 2008:
  - Skład gwiazd turnieju

Wyróżnienia
- Zasłużony Mistrz Sportu ZSRR w hokeju na lodzie: 1992
- Rosyjska Galeria Hokejowej Sławy: 2014